# Robert Hartmann (Fußballspieler)
Robert Hartmann (* 3. April 1926) ist ein ehemaliger deutscher Fußballspieler.

## Karriere
Hartmann begann 1946 beim SV Flegsen mit dem Fußballspielen und wechselte 1949 zum SV Bergisch Gladbach 09, dem er bis 1952, zunächst in der Gruppe I, dann in der Gruppe II der 2. Oberliga West angehörte. Mit dem Abstieg seiner Mannschaft in die Landesliga Mittelrhein wechselte er zu Alemannia Aachen in die Oberliga West, eine von fünf Staffeln als höchste deutsche Spielklasse. In den Spielzeiten 1952/53 und 1953/54 bestritt er lediglich acht Punktspiele, in denen er zwei Tore erzielte.
Während seiner Vereinszugehörigkeit bestritt er zwei Spiele im DFB-Pokal-Wettbewerb. Am 17. August 1952 in Herzogenrath, dem ersten der beiden Endrundenspiele, debütierte Hartmann beim 5:2-Erstrunden-Sieg über den TuS Essen-West. Sein zweites Spiel war das am 1. Mai 1953 im Düsseldorfer Rheinstadion ausgetragene Finale, das mit 1:2 gegen Rot-Weiss Essen verloren wurde; das Anschlusstor von Jupp Derwall in der 56. Minute war das einzige Tor, das seiner Mannschaft gelang.

## Erfolge
- DFB-Pokal-Finalist 1953